# یاردلی (پنسیلوانیا)
یاردلی، پنسیلوانیا (انگلیسی: Yardley, Pennsylvania) یک بخش در شهرستان باکس، پنسیلوانیا، ایالات متحده آمریکا است. جامعه کوچک یاردلی هم‌مرز رود دلاور و اوینگ، نیوجرسی است. در سرشماری ۲۰۱۰ ایالات متحده آمریکا، جمعیت یاردلی ۲٬۴۳۴ تن بود.